# Пастухов, Александр Матвеевич
Александр Матвеевич Пастухов (1793—1864) — ярославский городской голова; коммерции советник.

## Биография
Родился 10 (21) июня 1793 года в Ярославле; происходил из старинного посадского рода. Отец — купец 3-й гильдии Матвей Матвеевич Пастухов. Кроме Александра, у Матвея Матвеевича и Марьи Алексеевой Пастуховых было трое детей: Петр (1785—?), Матрёна (1790—?) и Анна (1804—?).
После смерти Матвея Матвеевича в 1818 году его преемниками стали сыновья Пётр и Александр; торговали хлебным, фарфоровым и железным товарами. В 1846 году Александр Матвеевич стал одним из основателей Торгового дома «А. и Н. Пастуховы», просуществовавшего до 1865 года. 
В 1836 году был впервые избран городским головой в Ярославле. В том же году был открыт частный женский пансион, основанный дочерью
лектора Демидовского училища Марией Карловной Кюкюэль (в замужестве Буткевич). В августе 1844 года был снова переизбран (106 голосов «за» и 17 — «против»). 
25 июля 1846 года получил звание коммерции советника. В том же году Пастухов взял на себя двухлетнее содержание 20 воспитанников приюта, а его супруга предоставила квартиру для этого приюта в своем доме. Супруги пожертвовали на учреждение приюта 3142 руб. Пастухов был утверждён сначала почётным старшиной Ярославского губернского попечительства детских приютов, а затем казначеем попечительства. Приют просуществовал до 1917 г.
Умер 18 (30) ноября 1864 года. Похоронен на Леонтьевском кладбище Ярославля рядом с могилами отца, матери и трех жен.

## Награды
```
* Золотая медаль на Владимирской ленте «за отлично усердную службу и особые труды» (1843). 
```

- Золотая медаль на Андреевской ленте.
- орден Св. Анны 3-й степени (1852), за учреждение богадельни
- Орден Св. Станислава 3-й степени (1856), за услуги и пожертвования в пользу церкви.
- Орден Св. Станислава 2-й степени (1858).

## Семья
Первая жена — купеческая дочь Фекла. Умерла в 1836 году.
Дети: Григорий (1816), Ираида (1819), Любовь (1821), Мария (1822), Анна (1823), Серафима (1826), Глафира (1834).
Вторая жена — Надежда Дмитриевна Шапошникова.

## Источник
- Александр Матвеевич Пастухов